# Selma Elloumi
Pour les articles homonymes, voir Rekik.
Selma Elloumi, de son nom complet Selma Elloumi Rekik (arabe : سلمى اللومي الرقيق), née le 5 juin 1956 à Tunis, est une femme d'affaires et femme politique tunisienne.
En 2014, elle est élue députée à l'Assemblée des représentants du peuple dans la première circonscription de Nabeul (tête de liste de Nidaa Tounes), avant de devenir ministre du Tourisme et de l'Artisanat de 2015 à 2018.
Entre 2018 et 2019, elle assure la fonction de directrice du cabinet du président Béji Caïd Essebsi. Elle est ensuite brièvement présidente du parti Nidaa Tounes.

## Biographie
Elle étudie le management à l'Institut supérieur de gestion de Tunis puis intègre l'entreprise familiale, le groupe Elloumi. Elle se reconvertit ensuite en entrepreneur dans l'agroalimentaire en dirigeant l'entreprise Stifen, active dans la région du cap Bon.
Membre du comité exécutif de Nidaa Tounes, elle est candidate lors des élections législatives de 2014 sous les couleurs du parti, puis élue députée à l'Assemblée des représentants du peuple dans la première circonscription de Nabeul.
Le 2 février 2015, après avoir été proposée comme ministre de la Formation professionnelle et de l'Emploi, elle est nommée ministre du Tourisme et de l'Artisanat dans le gouvernement de Habib Essid puis confirmée dans le gouvernement de Youssef Chahed.
Le 1er novembre 2018, elle est nommée directrice du cabinet présidentiel en remplacement de Selim Azzabi,. Elle démissionne le 14 mai 2019, dans le contexte des tiraillements internes de Nidaa Tounes, dont elle prend la présidence le 28 mai. Toutefois, elle démissionne de ses fonctions le 23 juin, et quitte le parti. Fin juin, après que la justice ait reconnu Hafedh Caïd Essebsi comme représentant légal du parti, elle prend la présidence d'Amal Tounes, nouveau nom du Mouvement démocrate réformiste fondé en 2011, une décision toutefois annulée le 20 juillet. Elle prend alors la tête d'un autre parti, Al Amal, anciennement connu sous le nom de Parti national tunisien. Candidate à l'élection présidentielle du 15 septembre, elle est éliminée dès le premier tour.
Le 24 septembre 2019, elle appelle à la libération de Nabil Karoui.

## Décorations
Le 13 août 2017, à l'occasion de la fête de la Femme, elle est décorée des insignes de commandeur de l'Ordre de la République tunisienne.